# Hohenrode (Rinteln)
Hohenrode ist ein Ortsteil der Stadt Rinteln im Landkreis Schaumburg in Niedersachsen.
Durch den Ort führt die Landesstraße L 433. Die Weser fließt am nördlichen Ortsrand. Nicht weit von Hohenrode befindet sich die Auto-Weserfähre Großenwieden.

## Geschichte
Die Siedlung wurde erstmals im Jahr 1033 als „Honredere“ in den Quellen des Mindener Bistums erwähnt. Im 16. Jahrhundert sind fünf Vollmeier- und zwei Halbmeierhöfe sowie vier Kleinkötnerhöfe nachgewiesen, die Zahl der Höfe blieb für die nächsten Jahrhunderte im Großen und Ganzen aufgrund des meierstättischen Rechts konstant.

## Die Quäkergemeinde in Hohenrode
Anfang der 1790er-Jahre existierte hier eine der wenigen Quäker-Ansiedlungen in Deutschland. General von Loßberg, der mit Soldaten aus dem Schaumburger Land im Amerikanischen Unabhängigkeitskrieg gekämpft hatte, brachte das Quäkertum mit. In der Chronik dokumentiert ist die Geschichte der Familien von Friedrich Flake und Johann Hermann. Schon bald wurde Anstoß genommen an den Verhaltensweisen der Quäker, Klerus und Obrigkeit sahen sich in ihrer Autorität bedroht. Es kam zum Versammlungsverbot seitens des Pastors und der Kirchenältesten, an das sich die Quäker aber nicht hielten. Bürger wurden aufgefordert, den Quäkerfamilien keine Lebensmittel zu verkaufen. Auch das hielt die Quäker nicht davon ab, die Kirchensteuer zu verweigern und den Pfarrer als „Pfaffen“ zu bezeichnen. Die Ereignisse eskalierten bis zum Hochfürstlichen Amt zu Schaumburg. Es folgte 1791 die Zwangstaufe des Sohns der Schüttemeiers, und Schüttemeier und seine Freunde wurden in das Gefängnis gesteckt. Doch trotz dieser Behandlung blieben die Quäkerfamilien unbeugsam, was dazu führte, dass die Familien Schüttemeier und Flake 1792 wegen Widersetzlichkeit gegen die Landesgesetze des Landes verwiesen und ihre Grundstücke und Häuser zwangsweise verkauft wurden. Viele Hohenroder zollten den Vertriebenen aber wegen ihrer Standhaftigkeit offenkundigen Respekt. Die Schüttemeier und Flake fanden Exil im toleranten Bad Pyrmont.

## Politik
Der Ortsrat, der die Rintelner Ortsteile Hohenrode und Strücken gemeinsam vertritt, setzt sich aus sieben Mitgliedern zusammen. Die Ratsmitglieder 
werden durch eine Kommunalwahl für jeweils fünf Jahre gewählt.
Bei der letzten Kommunalwahl 2021 ergab sich folgende Sitzverteilung:
| Ortsrat 2021Insgesamt 7 Sitze - SPD: 1 - Grüne: 1 - DGH: 2 - DGS: 2 - CDU: 1 |

## Sehenswürdigkeiten
Zu den Sehenswürdigkeiten von Hohenrode zählen neben der kleinen Kirche Sankt Petri et Andreae die Burg Hohenrode (Hünenburg), eine ehemalige Wallburg südwestlich der Ortschaft.